# Цзясян
Цзяся́н (кит. упр. 嘉祥, пиньинь Jiāxiáng) — уезд городского округа Цзинин провинции Шаньдун (КНР).

## История
Уезд был создан при чжурчжэньской империи Цзинь в 1147 году из смежных территорий уездов Жэньчэн и Цзюйе.
В августе 1949 года была образована провинция Пинъюань, и уезд Цзясян вошёл в состав Специального района Хуси (湖西专区) провинции Пинъюань. В 1952 году провинция Пинъюань была расформирована, и Специальный район Хуси был передан в состав провинции Шаньдун. В июле 1953 года Специальный район Хуси был расформирован; 4 его уезда были переданы в состав Специального района Хэцзэ, а оставшиеся (в том числе Цзясян) были объединены со Специальным районом Тэнсянь (滕县专区) в Специальный район Цзинин (济宁专区). В 1958 году уезд Цзясян был расформирован, и большая его часть перешла под юрисдикцию города Цзинин, а оставшаяся часть вошла в состав уезда Цзюйе.
В 1962 году уезд Цзясян был создан вновь. В 1967 году Специальный район Цзинин был переименован в Округ Цзинин (济宁地区). 30 августа 1983 года постановлением Госсовета КНР округ Цзинин был преобразован в городской округ Цзинин.

## Административное деление
Уезд делится на 2 уличных комитета, 9 посёлков и 4 волости.

## Экономика
Цзясян — крупнейший в стране центр производства лыжных перчаток, в том числе перчаток с электрическим подогревом. По состоянию на 2024 год в уезде работали более 300 предприятий, занимающихся производством лыжных перчаток, а также изготовлением комплектующих к ним. Ежегодно здесь выпускается около 80 млн пар перчаток, которые экспортируются в более чем 60 стран и регионов мира (на уезд приходилось почти 80 % всего объема экспорта лыжных перчаток из Китая).